# Башта сљезове боје (позоришна представа)
БАШТА СЉЕЗОВЕ БОЈЕ је српска позоришна представа по делу Бранка Ћопића.

## Радња
Уводећи нас у „Башту сљезове боје“, једну од својих најлепших збирки прича из раног детињства, својеврсну поему о „изгубљеном рају“ у који је вечито тежио да се врати, међу свог дједа Раду, стрица Ниџу, мајку Соју, самарџију Петрака и остале „добре људе и свете бојовнике“, Бранко Ћопић нас је, кроз писмо свом мртвом пријатељу Зији Диздаревићу, књижевнику убијеном 1942. године у логору Јасеновац, упозорио на „црне коње и црне коњанике, ноћне и дневне вампире“ који се умножавају по свету док он, пре него га одведу, жури да исприча „златну бајку о људима, добрим старцима и занесеним дјечацима“ чије су му семе посејали у срце још у детињству.
У времену када су црни коњи и црни коњаници већ увелико ту и када апокалиптична неман у облику тероризма, новог светског рата, фашизма у малом и великом или неолибералног капитализма прети да ће уништити све оно духовно и хумано у људској јединки, верујем да враћање у свет „добрих стараца и занесених дјечака“ под митском планином Грмечом може да нас бар мало подсети на праве људске вредности и помогне нам да сачувамо себе и своје најближе од надолазећег зла које је Бранко Ћопић предосећао али исто тако и веровао „да још увијек није искована сабља која може сјећи наше мјесечине, насмијане зоре и тужне сутоне“.

## Улоге
| Глумац               | Улога             |
| -------------------- | ----------------- |
| Милош Крстовић       | ВЕЛИКИ БРАНКО     |
| Никола Пејковић      | МАЛИ БРАНКО       |
| Миодраг Пејковић     | ДЈЕД РАДЕ         |
| Саша Пилиповић       | САМАРЏИЈА ПЕТРАК  |
| Милић Јовановић      | ЛОПОВ САВАТИЈЕ    |
| Ана Тодоровић Диало  | МАЈКА СОЈА        |
| Ненад Вулевић        | СТРИЦ НИЏО        |
| Сања Матејић         | УЧИТЕЉИЦА         |
| Александар Милојевић | НАРЕДНИК МУНИЖАБА |
| Младен Кнежевић      | ЖАНДАР            |